# Ифе
Ифе (на йоруба: Ifè, също – Ilè-Ifẹ̀) е град в Югозападна Нигерия. Агломерацията му има население от около 505 000 жители (по изчисления от март 2016 г.).
Едно от най-важните огнища на древната цивилизация в Западна Африка. През 12 – 19 век Ифе е град-държава на народа йоруба, от който е почитан като своя прародина.